# Discografia de Nick Jonas
A discografia do cantor estadunidense Nick Jonas consiste em dois álbuns de estúdio, um extended play, cinco participações em álbuns de trilha sonora, quatro singles como artista principal e três singles como artista convidado, além de dois vídeos musicais.
Seu primeiro álbum de estúdio, Nicholas Jonas, foi lançado em setembro de 2005. Em 2012, após o fim do grupo Jonas Brothers e após sair de seu projeto Nick Jonas and the Administration, Nick retornou para sua carreira solo, lançando, em maio, seu extended play Songs from How to Succeed in Business Without Really Tring, contendo canções performadas nos palcos no seu musical da Broadway How to Succeed in Business Without Really Trying.
Em novembro de 2014, Nick lançou seu segundo álbum de estúdio solo, intitulado Nick Jonas. O álbum rendeu um peak 6 na principal tabela americana. O segundo single do álbum, "Jealous", alcançou a segunda posição das tabelas do Reino Unido, sua melhor posição no país.
Nick também participou da trilha sonora de Camp Rock e Camp Rock 2: The Final Jam, Jonas L.A. e Smash.

## Álbuns

### Álbuns de estúdio
| Ano                                                                                | Álbum                                                        | Melhor Posição | Melhor Posição | Melhor Posição | Melhor Posição | Melhor Posição | Melhor Posição | Vendas      |
| Ano                                                                                | Álbum                                                        | USA            | AUS            | IRL            | CAN            | UK             | NZL            | Vendas      |
| ---------------------------------------------------------------------------------- | ------------------------------------------------------------ | -------------- | -------------- | -------------- | -------------- | -------------- | -------------- | ----------- |
| 2005                                                                               | Nicholas Jonas - Formato(s): CD, download digital            | —              | —              | —              | —              | —              | —              |             |
| 2014                                                                               | Nick Jonas - Formato(s): CD, download digital                | 6              | 40             | 57             | 13             | 16             | 35             | - : 182.000 |
| 2016                                                                               | Last Year Was Complicated - Formato(s): CD, download digital | 2              | 13             | 26             | —              | 25             | 8              |             |
| "—" denota itens que não entraram nas tabelas ou não foram lançados no território. |                                                              |                |                |                |                |                |                |             |

### Extended plays
| Ano  | Álbum |
| ---- | --- |
| 2012 | Songs from How to Succeed in Business Without Really Trying - Lançamento: 08 de maio de 2012 - Gravadora: Broadway Records - Formato(s): Download digital |

## Singles

### Como artista principal
| Ano                                                                                | Título                                                 | Melhor posição | Melhor posição | Melhor posição | Melhor posição | Melhor posição | Melhor posição | Melhor posição | Melhor posição | Melhor posição | Melhor posição | Certificação                                          |
| Ano                                                                                | Título                                                 | USA            | USA Pop        | USA Dance      | CAN            | BRA            | AUS            | NZL            | UK             | IRL            | NOR            | Certificação                                          |
| ---------------------------------------------------------------------------------- | ------------------------------------------------------ | -------------- | -------------- | -------------- | -------------- | -------------- | -------------- | -------------- | -------------- | -------------- | -------------- | ----------------------------------------------------- |
| 2004                                                                               | "Dear God" Nicholas Jonas                              | —              | —              | —              | —              | —              | —              | —              | —              | —              | —              |                                                       |
| 2004                                                                               | "Joy to the World (A Christmas Prayer)" Nicholas Jonas | —              | —              | —              | —              | —              | —              | —              | —              | —              | —              |                                                       |
| 2014                                                                               | "Chains" Nick Jonas                                    | 13             | 6              | 1              | 27             | —              | 83             | —              | 79             | —              | —              | - Platina - - Platina -                               |
| 2014                                                                               | "Jealous" Nick Jonas                                   | 7              | 2              | 1              | 10             | 85             | 15             | 8              | 2              | 28             | 32             | - 3× Platina - - Platina - - Ouro - - Ouro - - Ouro - |
| 2015                                                                               | "Levels" Nick Jonas X2                                 | 44             | 14             | 1              | 23             | —              | 79             | 16             | 46             | —              | —              |                                                       |
| 2016                                                                               | "Close" (com Tove Lo) Last Year Was Complicated        | 15             | 11             | 41             | 22             | —              | 37             | 11             | 25             | 33             | —              |                                                       |
| "—" denota itens que não entraram nas tabelas ou não foram lançados no território. |                                                        |                |                |                |                |                |                |                |                |                |                |                                                       |

### Como convidado
| Ano                                                                                | Título                                                                                 | Melhor posição | Melhor posição | Melhor posição | Melhor posição | Melhor posição | Melhor posição | Melhor posição | Melhor posição | Melhor posição | Álbum                       |
| Ano                                                                                | Título                                                                                 | AUS            | BEL            | CAN            | IRL            | NOR            | NZL            | USA            | USA Pop        | UK             | Álbum                       |
| ---------------------------------------------------------------------------------- | -------------------------------------------------------------------------------------- | -------------- | -------------- | -------------- | -------------- | -------------- | -------------- | -------------- | -------------- | -------------- | --------------------------- |
| 2008                                                                               | "We Rock" (com elenco de Camp Rock)                                                    | 7              | —              | 41             | —              | —              | —              | 33             | —              | 97             | Camp Rock                   |
| 2009                                                                               | "Send It On" (colaboração com Demi Lovato, Jonas Brothers, Selena Gomez e Miley Cyrus) | —              | —              | —              | —              | —              | —              | 20             | —              | —              | Disney's Friends for Change |
| 2010                                                                               | "We Are the World" (colaboração com Artists for Haiti)                                 | 18             | 1              | 7              | 9              | 1              | 8              | 2              | —              | 50             | —                           |
| 2015                                                                               | "Good Thing" (colaboração com Sage the Gemini)                                         | —              | —              | —              | —              | —              | —              | 75             | 32             | —              | Bachelor Party              |
| "—" denota itens que não entraram nas tabelas ou não foram lançados no território. |                                                                                        |                |                |                |                |                |                |                |                |                |                             |

### Outras canções que entraram em charts
| Ano  | Título           | Melhor posição | Melhor posição | Melhor posição | Melhor posição | Melhor posição | Melhor posição | Melhor posição | Álbum                      |
| Ano  | Título           | ALE            | AUT            | BEL            | CAN            | IRL            | UK             | USA            | Álbum                      |
| ---- | ---------------- | -------------- | -------------- | -------------- | -------------- | -------------- | -------------- | -------------- | -------------------------- |
| 2010 | "Introducing Me" | 73             | 68             | 44             | 53             | 32             | 51             | 92             | Camp Rock 2: The Final Jam |

## Outras aparições
| Ano  | Música                                       | Outro artista(s)                                                 | Álbum                        |
| ---- | -------------------------------------------- | ---------------------------------------------------------------- | ---------------------------- |
| 2005 | "Crazy Kinda Crush On You"                   | —                                                                | Darcy's Wild Life            |
| 2007 | "Time for Me to Fly"                         | —                                                                | Aquamarine                   |
| 2009 | "Give Love a Try"                            | Bridgit Mendler                                                  | Jonas                        |
| 2010 | "Your Biggest Fan"                           | China Anne McClain                                               | Jonas L.A.                   |
| 2010 | "Critical"                                   | —                                                                | Jonas L.A.                   |
| 2010 | "What We Came Here For"                      | Demi Lovato, Joe Jonas, Alyson Stoner, Anna Maria Perez de Tagle | Camp Rock 2: The Final Jam   |
| 2010 | "This Is Our Song"                           | Demi Lovato, Joe Jonas, Alyson Stoner                            | Camp Rock 2: The Final Jam   |
| 2012 | "Haven't Met You Yet"                        | Elenco de Smash                                                  | The Music of Smash           |
| 2012 | "I Never Met a Wolf Who Didn't Love to Howl" | Elenco de Smash                                                  | The Music of Smash           |
| 2015 | "Believe"                                    | —                                                                | Finding Neverland: The Album |

## Vídeos musicais
| Ano  | Canção                                     | Director(es)             |
| ---- | ------------------------------------------ | ------------------------ |
| 2010 | "We Are the World" (com Artists for Haiti) | Paul Haggis              |
| 2010 | "It's On" (com elenco de Camp Rock 2)      | Brandon Dickerson        |
| 2014 | "Chains"                                   | Nick Jonas Ryan Pallotta |
| 2014 | "Jealous"                                  | Ryan Pallotta            |
| 2015 | "Good Thing" (com Sage The Gemini)         | Hannah Lux Davis         |
| 2015 | "Levels"                                   | Colin Tilley             |